# Eugenio Gamba
Eugenio Gamba (Albino, 8 febbraio 1951) è un ex calciatore italiano, di ruolo terzino sinistro.

## Carriera
Ha disputato 5 campionati di Serie B con le maglie di Como, Monza e Pescara, per complessive 110 presenze ed una rete fra i cadetti. Nella stagione 1978-1979 col Pescara ha conquistato la promozione in Serie A, senza però venire confermato dagli abruzzesi per la successiva stagione in massima serie. Chiude così la carriera nelle file del Mantova, ad appena 30 anni, uscendo dal mondo del calcio.

## Palmarès

### Club

#### Competizioni nazionali
- Coppa Italia Semiprofessionisti: 1

Monza: 1974-1975
- Serie C: 1

Monza: 1975-1976

#### Competizioni internazionali
- Coppa Anglo-Italiana: 1

Monza: 1976